# Partido de la Unidad Nacional (Checoslovaquia)
El Partido de la Unidad Nacional (en checo: Strana národní jednoty o Strana národního sjednocení) fue un partido creado el 21 de noviembre de 1938 en la parte checa de Checoslovaquia después de la ocupación de gran parte del país por Alemania (Acuerdos de Múnich) y Hungría (Primer arbitraje de Viena) como último intento de unificar fuerzas para salvar a Checoslovaquia de la desaparición. Su equivalente eslovaco en la parte eslovaca de Checoslovaquia fue el Partido Popular Eslovaco de Hlinka-Partido de la Unidad Nacional Eslovaca creado el 8 de noviembre.
Incluía la mayoría de todos los partidos políticos checos anteriores: mayoría absoluta del Partido Republicano de Agricultores y Campesinos, Unificación Nacional, Partido de los Comerciantes Checoslovacos, Comunidad Fascista Nacional, partidos menores como Liga Nacional, Partido Socialcristiano Checoslovaco, Partido Popular Nacional y parte del Partido Popular Checoslovaco y Partido Nacional Social Checo.
Ideológicamente, el partido era corporativista y cuasi fascista. El presidente del partido era el primer ministro Rudolf Beran.
El partido se disolvió por la fuerza después de la creación del Protectorado de Bohemia y Moravia en marzo de 1939. Una parte de los miembros creó el Národní souručenství (en español, Asociación Nacional), la única organización política checa permitida por los alemanes en el Protectorado.